# Concòrdies de Barcelona
Les Concòrdies de Barcelona són les diferents edicions de la farmacopea vigent al Principat de Catalunya des del 1511 fins al 1794. Es considera la segona farmacopea del món, després de la de Florència.
El 29 d'agost del 1510, Ferran el Catòlic va concedir el primer reial privilegi al Col·legi d'Apotecaris de Barcelona amb objecte d'uniformitzar les preparacions farmacèutiques. Els convenis dels apotecaris eren exposats a les consideracions del Col·legi de Doctors en Medecina de Barcelona, d'on prové el nom de concòrdies.
Oficialment se'n van publicar tres:
- Concordie Apothecariorum Barchiñ, 1511. Està escrita en llatí amb caràcters gòtics. Només se'n conserva un exemplar al Museu de la Farmàcia Catalana.[1]
- Concordie Pharmacopolarum Barchinonensium, 1535.
- Concordia Pharmacopolarum Barcinonensium de componendis medicamentis compositis quorum in pharmacopolis usus est nuper accurate recognita diligenter expurgata et antiquae integritati fideliter restituta, 1587. Redactada per Bernat Domènech i f Pau, cònsols del Col·legi d'Apotecaris. Està escrita en llatí, excepte el permís d'impressió en català, i amb numeració aràbiga.[2]

Un segle més tard, davant l'escassetat d'exemplars, el metge Joan d'Alós i Serradora va publicar el 1686 la Pharmacopea Cathalana amb la intenció de restituir i reformar la Concòrdia del 1587. Els apotecaris de Barcelona, però, van continuar guiant-se per l'antiga Concòrdia.
En suma, a les Concòrdies s'hi troben 370 fórmules que apleguen 617 drogues d'opiates, electuaris i llepadums, pastilles, loocs, conserves, xarops i arrops, infusions i coccions, píndoles, laxants, pólvores, col·liris, olis, ungüents, cerats i emplastres. Predominen les del regne vegetal: 513, mentre que 46 són del regne mineral i 58 del regne animal.
El mateix esperit de les concòrdies va servir per fer les Concòrdies de Saragossa del 1546, la farmacopea valenciana del 1601 i la Pharmacopoeia Matritensis del 1739 vàlida pel regne de Castella. El 1794 es van unificar en la Pharmacopoea Hispana, deixant de ser oficials les Concòrdies de Barcelona.

## Edició moderna
El 2009 l'Acadèmia de Farmàcia de Catalunya n'ha publicat una edicó comentada moderna.